# Lista de programas da SIC
Durante os anos 90 a SIC exibiu vários programas, como o Big Show SIC que estreou em 1995 apresentado por João Baião e Roda dos Milhões que estreou em 1998 e foi apresentado por Jorge Gabriel ou a série Médico de Família estreada em 1997.
Em 2000 e 2001 vários programas do canal chegaram ao fim como Médico de Família, Ponto de Encontro, Fátima Lopes, Roda dos Milhões ou Big Show SIC. Em 2004, começa a ser transmitido o programa Levanta-te e Ri que teve um enorme sucesso no panorama português e foi líder de audiências depois do horário nobre. A 31 de Julho de 2006, o programa despede-se da televisão portuguesa depois de Francisco Penim, diretor de programas da altura o ter cancelado. Penim foi mais tarde despedido mas o programa não voltou à antena.
Desde 3 de outubro de 2015, todos os programas em exibição passaram a transmitir do antigo formato 4:3 para o formato 16:9 SDTV e em HD a partir de 6 de outubro de 2016 na SIC HD.

## Ficção
|  | Terminado          |
|  | Estreia brevemente |
|  | Em exibição        |
|  | Últimos episódios  |

### Ficção nacional
A SIC sempre apostou na ficção nacional, durante a primeira década do canal a aposta recaía principalmente em série nacionais como Médico de Família, Fura-Vidas, entre outras.
No ano de 2001 a SIC estreou a sua primeira telenovela portuguesa, Ganância, e depois seguiram-se mais três telenovelas portuguesas pela mão do então director de programas do canal, Manuel Fonseca, mas sem sucesso a nível de audiências.
No ano de 2006, Francisco Penim torna-se director de programas e volta a apostar na ficção nacional, e estreou entre outras produções, a novela Floribella, que foi até ao momento a telenovela com mais audiências da SIC.
Em 2008 Nuno Santos, torna-se director de programas e aposta em telenovelas originais para conquistar audiências e aos poucos as telenovelas originais da SIC, iam conquistando cada vez mais espectadores.
Para além de séries e novelas a SIC no ano de 1998 fundou a SIC Filmes, que produziu vários tele-filmes, entre os quais se destacam: Amo-te Teresa, Querida Mãe, Facas e Anjos, A Noiva e entre muitos outros.
No ano de 2010, é estabelecida uma parceria com a brasileira Rede Globo, para a co-produção de novelas em Portugal, tendo terminado em 2015.

#### Telenovelas
| Ano  | Título          |
| ---- | --------------- |
| 2023 | Flor sem Tempo  |
| 2023 | Papel Principal |
| 2024 | Senhora do Mar  |
| 2024 | A Promessa      |
| 2025 | A Herança       |
| 2025 | Vitória         |

#### Séries e minisséries
| Ano  | Título           |
| ---- | ---------------- |
| 2024 | série sem-título |

#### Filmes
| Ano  | Título                        |
| ---- | ----------------------------- |
| 2024 | Podia Ter Esperado por Agosto |

### Ficção internacional

#### Telenovelas
| Ano  | Título                  | País    |
| ---- | ----------------------- | ------- |
| 2023 | Cheias de Charme        | Brasil  |
| 2023 | Flor do Caribe          | Brasil  |
| 2023 | Morde & Assopra         | Brasil  |
| 2023 | Travessia               | Brasil  |
| 2024 | Terra e Paixão          | Brasil  |
| 2024 | Querida Filha           | Turquia |
| 2025 | Amor Valente            | Turquia |
| 2025 | Mãe                     | Turquia |
| 2025 | O Outro Lado do Paraíso | Brasil  |

#### Séries
Por enquanto, não há nenhuma série em exibição, nem nenhuma futura série para ser transmitida

#### Outros formatos
A SIC transmitiu apenas uma minissérie e um seriado de outro pais, mais concretamente, do Brasil.
| Ano  | Título            | Formato    | País   |
| ---- | ----------------- | ---------- | ------ |
| 2007 | Toma Lá Dá Cá     | Seriado    | Brasil |
| 2015 | O Canto da Sereia | Minissérie | Brasil |

## Entretenimento
|  | Terminado          |
|  | Estreia brevemente |
|  | Em exibição        |
|  | Exibição anual     |

### Talk-shows
Em 1998 a SIC estreou Fátima Lopes, um programa diário que passava há tarde e ainda durante algum tempo de manhã e que era apresentado pela apresentadora com o mesmo nome do programa. O programa tinha um tema por dia e vários convidados em estúdio. O programa Fátima Lopes terminou a 2 de fevereiro de 2001.
O SIC 10 Horas foi o primeiro talk show das manhãs da SIC e estreou a 22 de fevereiro de 1999. Foi primeiro apresentado por Júlia Pinheiro e depois por Fátima Lopes e terminou em 2005 dando lugar ao Fátima com Fátima Lopes.
Em 2001, a SIC estreou Noites Marcianas um talk show adaptado de um formato espanhol e que era transmitido diariamente à noite apresentado por Carlos Cruz e depois por Júlia Pinheiro e que terminou no final desse ano.
A 7 de janeiro de 2002, a SIC estreou Às Duas por Três que teve como primeiros apresentadores Júlia Pinheiro, Henrique Mendes e Fernanda Freitas sendo substituídos depois por outros apresentadores ou por motivos de doença ou porque aceitaram outros desafios profissionais, tendo o programa terminando no final de 2005.
Em janeiro de 2006, estreou Contacto que foi apresentado quase todo o seu tempo de exibição por a dupla Rita Ferro Rodrigues e Nuno Graciano.
Em junho de 2009, o Fátima e o Contacto chegam ao fim e durante o Verão desse ano ano a SIC emitiu SIC ao Vivo apresentado por vários apresentadores da SIC e que percorreu todo o país. Em setembro desse ano, a SIC estreou os novos programas das manhãs e tardes Companhia das Manhãs apresentado por a dupla Rita Ferro Rodrigues e Francisco Menezes e o Vida Nova com Fátima Lopes.
Em julho de 2010, Fátima Lopes sai da SIC para a TVI e José Figueiras substitui a apresentadora até setembro desse ano altura em que estreia Boa Tarde com Conceição Lino, tendo terminado em 2014.
Em março de 2011, o Companhia das Manhãs foi substituído pelo Querida Júlia que marcava o regresso de Júlia Pinheiro à SIC. A 31 de janeiro de 2014 o Querida Júlia teve a sua ultima emissão, sendo substituído pelo Queridas Manhãs, que estreou a 3 de Fevereiro de 2014 com a dupla Júlia Pinheiro e João Paulo Rodrigues.
No dia do seu 22° aniversario, a SIC estreia o novo programa da tarde Grande Tarde depois de mais de 3 anos de Boa Tarde com Conceição Lino, o programa é apresentado por a dupla Andreia Rodrigues e João Baião e inicialmente com Luciana Abreu. Em dezembro de 2016, o programa é cancelado devido às baixas audiências, sendo assim substituído em 2017 pelo programa Juntos à Tarde apresentado por Rita Ferro Rodrigues e João Baião. Em novembro de 2017, o programa é cancelado devido às baixas audiências, sendo assim substituído em 2018 por a reexibição da novela Mar Salgado que ocupa o horário entre as 14h45 até às 16h15, e pelos principais substitutos (esses é que ocupam o horário) a reexibição da novela Sol de Inverno entre as 16h15 até às 18h00, e pelo talk show Dr. Saúde apresentado pelo médico Pedro Lopes entre as 18h00 e 19h00. Em junho de 2018, Coração d'Ouro substituiu Sol de Inverno, e devido às baixas audiências, a novela acabou por sofreu um corte de episódios para encurtar a exibição da novela, sendo o último episódio exibido em janeiro de 2014, com cerca de 100
episódios e Dr. Saude, também acaba por ser cancelado devido às baixas audiências, sendo a novela e o programa substituídos pelo programa Júlia, que estreou em outubro de 2018. Em abril de 2019, Mar Salgado é substituída por Amor Maior. Em setembro de 2020, a novela é substituída por Rainha das Flores, mas devido ao seu fraco desempenho nas audiências, sofre um corte nos episódios, terminando em dezembro do mesmo ano.
Em setembro de 2017, estreia o programa Linha Aberta, com a apresentação de Hernâni Carvalho. Em setembro de 2018, o programa é cancelado devido às baixas audiências diariamente, terminando a meados de outubro de 2018 a versão "diária", mas começou a ser transmitida semanalmente à sexta-feira por volta das 14h15. Em dezembro de 2020, com o fraco desempenho de Rainha das Flores, a novela é substituída por uma edição diária do Linha Aberta que começou em janeiro de 2021.
Em agosto de 2018, o programa Queridas Manhãs é cancelado devido às baixas audiências, sendo assim substituído em janeiro de 2019, pela estreia d'O Programa da Cristina que marca o início de Cristina Ferreira na SIC. A 17 de julho de 2020, a apresentadora abandona o canal e a 20 de julho de 2020, estreia o programa Casa Feliz com apresentação de João Baião e Diana Chaves.

#### Talk-shows diários
| Ano  | Programa               | Apresentadores                                                            |
| ---- | ---------------------- | ------------------------------------------------------------------------- |
| 1999 | SIC 11 Horas           | Júlia Pinheiro                                                            |
| 1999 | SIC 10 Horas           | Júlia Pinheiro e posteriormente Fátima Lopes                              |
| 2005 | Fátima                 | Fátima Lopes                                                              |
| 2009 | Companhia das Manhãs   | Francisco Menezes, Rita Ferro Rodrigues, Vanessa Oliveira e Nuno Graciano |
| 2011 | Querida Júlia          | Júlia Pinheiro                                                            |
| 2014 | Queridas Manhãs        | Júlia Pinheiro, João Paulo Rodrigues, Cláudio Ramos e Ana Marques         |
| 2018 | Alô Portugal           | José Figueiras e Ana Marques                                              |
| 2019 | O Programa da Cristina | Cristina Ferreira                                                         |
| 2020 | Casa Feliz             | Diana Chaves e João Baião                                                 |

| Ano  | Programa         | Apresentadores |
| ---- | ---------------- | --- |
| 1998 | Fátima Lopes     | Fátima Lopes |
| 2002 | Às Duas por Três | Henrique Mendes, Júlia Pinheiro, Maria João Simões, Fernanda Freitas, Camacho Costa, José Figueiras e Carlos Moura |
| 2006 | Contacto         | Rita Ferro Rodrigues, Nuno Graciano, Maya e inicialmente Cláudia Semedo                                            |
| 2009 | Vida Nova        | Fátima Lopes e no final José Figueiras                                                                             |
| 2010 | Boa Tarde        | Conceição Lino |
| 2014 | Grande Tarde     | Andreia Rodrigues, João Baião e Luciana Abreu                                                                      |
| 2017 | Juntos à Tarde   | Rita Ferro Rodrigues e João Baião                                                                                  |
| 2017 | Linha Aberta     | Hernâni Carvalho                                                                                                   |
| 2018 | Dr. Saúde        | Pedro Lopes |
| 2018 | Júlia            | Júlia Pinheiro |

#### Outros talk-shows
| Ano  | Programa              | Apresentadores |
| ---- | --------------------- | --- |
| 1993 | E o Resto é Conversa  | Teresa Guilherme |
| 1993 | Falas Tu ou Falo Eu   | Carlos Mendes e Fernando Tordo |
| 1993 | O Pecado Mora Aqui    | Paula Moura Pinheiro |
| 1993 | Sexo Forte            | Paula Moura Pinheiro |
| 1994 | 20 Anos, 20 Nomes     | Miguel Sousa Tavares |
| 1994 | All You Need Is Love  | Lídia Franco / Fátima Lopes |
| 1994 | A Noite da Má Língua  | Júlia Pinheiro |
| 1994 | Escrita em Dia        | Francisco José Viegas |
| 1994 | O Juiz Decide         | Eduarda Maio |
| 1994 | O Senhor que se Segue | Paula Moura Pinheiro, Rita Blanco, Clara Ferreira Alves e Laurinda Alves |
| 1994 | Na Cama com...        | Alexandra Lencastre |
| 1994 | Perdoa-me             | Alexandra Lencastre e Fátima Lopes |
| 1994 | Ponto de Encontro     | Henrique Mendes |
| 1995 | A Máquina da Verdade  | Carlos Narciso |
| 1995 | Agora é a Sua Vez     | Francisco Barbosa |
| 1995 | Assuntos de Família   | Henrique Mendes |
| 1995 | Big Show SIC          | João Baião, Jorge Gabriel e José Figueiras |
| 1995 | Só Para Inteligentes  | Júlia Pinheiro |
| 1995 | Surprise Show         | Fátima Lopes |
| 1996 | Conversas Secretas    | Armando Baptista-Bastos |
| 1996 | Ousadias              | Teresa Guilherme |
| 1996 | Verdes Anos           | Laurinda Alves |
| 1997 | Cadeira do Poder      | Artur Albarran |
| 1997 | Confissões            | Teresa Guilherme |
| 1997 | Filhos da Nação       | Júlia Pinheiro |
| 1997 | SOS SIC               | Júlia Pinheiro |
| 2000 | Herman SIC            | Herman José |
| 2001 | Noites Marcianas      | Carlos Cruz e posteriormente Júlia Pinheiro |
| 2003 | Bombástico            | José Carlos Soares |
| 2003 | Do Outro Mundo        | Jorge Mourato |
| 2005 | Boca a Boca           | Carlos Moura |
| 2005 | O Sono da Verdade     | Maria João Simões |
| 2005 | Terça em Grande       | José Figueiras |
| 2009 | SIC ao Vivo           | José Figueiras, Nuno Graciano, Nuno Eiró, Ana Rita Clara, Merche Romero, Liliana Campos, João Manzarra, Raquel Strada, Vanessa Oliveira e Rui Maria Pêgo                                                  |
| 2013 | Portugal em Festa     | José Figueiras, Rita Ferro Rodrigues, João Baião, Merche Romero, Raquel Strada, Andreia Rodrigues, Cláudio Ramos, Catarina Morazzo, José Manuel Monteiro e José Castelo Branco                            |
| 2014 | Sabadabadão           | João Baião e Júlia Pinheiro |
| 2018 | Terra Nossa T1        | César Mourão |
| 2018 | Terra Nossa T2        | César Mourão |
| 2019 | Terra Nossa T3        | César Mourão |
| 2019 | Olhó Baião!           | João Baião (inicialmente) e posteriormente João Paulo Sousa com Raquel Tavares ou Iva Lamarão ou Débora Monteiro                                                                                          |
| 2020 | 24 Horas de Vida      | Bárbara Guimarães |
| 2020 | Domingão              | Débora Monteiro, Emanuel, Fernando Rocha, João Baião, João Paulo Sousa, Luciana Abreu, Melânia Gomes e Micaela                                                                                            |
| 2020 | Estamos Aqui          | Alexandra Lencastre |
| 2020 | Terra Nossa T4        | César Mourão |
| 2021 | Estamos em Casa       | Vários apresentadores |
| 2021 | Regresso ao Futuro    | Cláudia Vieira e João Manzarra |
| 2021 | Olhá SIC              | Débora Monteiro, João Paulo Sousa, Raquel Tavares, Miguel Costa, Cláudia Borges, Iva Lamarão, José Figueiras, Melânia Gomes, Fabiana Cruz, Maria Dominguez, João Baião, Andreia Rodrigues e Mónica Sintra |
| 2021 | Terra Nossa T5        | César Mourão |
| 2021 | Alô Marco Paulo       | Marco Paulo e Ana Marques |
| 2022 | Caixa Mágica          | Fátima Lopes |
| 2022 | Terra Nossa T6        | César Mourão |
| 2022 | All You Need Is Love  | Fátima Lopes e João Paulo Sousa |
| 2023 | Feriadão              | Cláudia Borges, Débora Monteiro, Emanuel, Fernando Rocha, Iva Lamarão, João Baião, João Paulo Sousa, Luciana Abreu, Maria Dominguez, Melânia Gomes, Micaela e Miguel Costa                                |
| 2023 | Terra Nossa T7        | César Mourão |
| 2024 | Terra Nossa T8        | César Mourão |
| 2025 | Alô Portugal          | José Figueiras e Ana Marques |
| 2025 | Estamos em Casa       | Andreia Rodrigues |
| 2025 | Terra Nossa T9        | César Mourão |

### Reality-shows/ Experiências Sociais
| Ano  | Programa                                           | Apresentadores                     |
| ---- | -------------------------------------------------- | ---------------------------------- |
| 2001 | Acorrentados                                       | José Figueiras e Artur Albarran    |
| 2001 | Confiança Cega                                     | Felipa Garnel                      |
| 2001 | O Bar da TV                                        | Jorge Gabriel                      |
| 2001 | Popstar                                            | Jorge Kapinha                      |
| 2002 | Masterplan - O Grande Mestre                       | Marisa Cruz e Herman José          |
| 2002 | O Meu Nome é Ágata                                 | Ágata                              |
| 2002 | Na Casa do Toy                                     | Toy                                |
| 2004 | Um Sonho de Mulher                                 | Sílvia Alberto e Francisco Menezes |
| 2005 | Senhora Dona Lady                                  | Herman José e Sílvia Alberto       |
| 2005 | Esquadrão G                                        | —                                  |
| 2006 | O Pior Condutor de Sempre                          | Bruno Nogueira                     |
| 2008 | O Momento da Verdade                               | Teresa Guilherme                   |
| 2011 | Peso Pesado T1                                     | Júlia Pinheiro                     |
| 2011 | Peso Pesado T2                                     | Bárbara Guimarães                  |
| 2012 | Dr. White                                          | Miguel Stanley                     |
| 2014 | O Poder do Amor                                    | Bárbara Guimarães                  |
| 2015 | Baía das Estrelas                                  | Bárbara Guimarães                  |
| 2015 | Peso Pesado: Teen                                  | Bárbara Guimarães                  |
| 2017 | Supernanny                                         | Teresa Paula Marques               |
| 2018 | Casados à Primeira Vista T1                        | Diana Chaves                       |
| 2019 | O Carro do Amor                                    | Diana Chaves                       |
| 2019 | Quem Quer Namorar com o Agricultor? T1             | Andreia Rodrigues                  |
| 2019 | Quem Quer Namorar com o Agricultor? T2             | Andreia Rodrigues                  |
| 2019 | Casados à Primeira Vista T2                        | Diana Chaves                       |
| 2020 | Amigos Improváveis T1                              | Andreia Rodrigues                  |
| 2020 | Amigos Improváveis: Famosos                        | Sem apresentador                   |
| 2020 | Quem Quer Namorar com o Agricultor? T3             | Andreia Rodrigues                  |
| 2020 | Olha por Mim                                       | Daniel Oliveira                    |
| 2020 | O Noivo É que Sabe T1                              | Cláudia Vieira                     |
| 2020 | O Noivo É que Sabe: Famosos                        | Cláudia Vieira                     |
| 2021 | Quem Quer Namorar com o Agricultor T4              | Andreia Rodrigues                  |
| 2021 | Quem Quer Namorar com o Agricultor?: Tudo por Tudo | Andreia Rodrigues                  |
| 2022 | Casados à Primeira Vista T3                        | Diana Chaves                       |
| 2022 | Quem Quer Namorar com o Agricultor? T5             | Andreia Rodrigues                  |
| 2023 | Os Traidores                                       | Daniela Ruah                       |
| 2023 | Casados no Paraíso                                 | Cláudia Vieira                     |
| 2024 | Era Uma Vez na Quinta                              | Andreia Rodrigues                  |
| 2024 | Casados à Primeira Vista T4                        | Diana Chaves                       |
| 2025 | Casados à Primeira Vista T5                        | Diana Chaves                       |
| 2025 | Casados à Primeira Vista - Segundas Núpcias        | Diana Chaves                       |
| 2025 | Aldeia do Amor                                     | Júlia Pinheiro                     |

### Talent-shows
| Ano  | Programa                                      | Apresentadores                                          |
| ---- | --------------------------------------------- | ------------------------------------------------------- |
| 1993 | Chuva de Estrelas                             | José Nuno Martins, Catarina Furtado e Bárbara Guimarães |
| 1994 | Mini Chuva de Estrelas                        | Margarida Reis                                          |
| 1995 | Bravo Bravíssimo                              | Ana Marques e José Figueiras                            |
| 1996 | Cantigas da Rua                               | Miguel Ângelo                                           |
| 1996 | Uma Noite de Sonho                            | Catarina Furtado                                        |
| 2003 | Ídolos T1                                     | Pedro Granger e Sílvia Alberto                          |
| 2004 | Ídolos T2                                     | Pedro Granger e Sílvia Alberto                          |
| 2007 | Família Superstar                             | Bárbara Guimarães                                       |
| 2008 | Chamar a Música                               | Herman José                                             |
| 2008 | Atreve-te a Cantar                            | Bárbara Guimarães                                       |
| 2008 | Ídolos T3                                     | João Manzarra e Cláudia Vieira                          |
| 2010 | Achas que Sabes Dançar?                       | João Manzarra                                           |
| 2010 | À Procura do Sonho                            | Vanessa Oliveira e Pedro Guedes                         |
| 2010 | Ídolos T4                                     | Cláudia Vieira e João Manzarra                          |
| 2011 | Portugal Tem Talento                          | Bárbara Guimarães                                       |
| 2011 | Chamar a Música                               | João Manzarra                                           |
| 2012 | Ídolos T5                                     | Cláudia Vieira e João Manzarra                          |
| 2012 | Toca a Mexer                                  | Rita Ferro Rodrigues e Bárbara Guimarães                |
| 2013 | Splash! Celebridades T1                       | Rui Unas e Júlia Pinheiro                               |
| 2013 | Splash! Celebridades T2                       | Rui Unas e Júlia Pinheiro                               |
| 2013 | Cante...se Puder                              | César Mourão e Andreia Rodrigues                        |
| 2013 | Factor X T1                                   | Bárbara Guimarães e João Manzarra                       |
| 2014 | Factor X T2                                   | João Manzarra e Cláudia Vieira                          |
| 2015 | Achas que Sabes Dançar?                       | Diana Chaves                                            |
| 2015 | Ídolos T6                                     | João Manzarra                                           |
| 2016 | Best Bakery - A Melhor Pastelaria de Portugal | Ana Guiomar                                             |
| 2017 | Just Duet: O Dueto Perfeito                   | João Manzarra                                           |
| 2019 | Lip Sync Portugal                             | João Manzarra e César Mourão                            |
| 2020 | A Máscara T1                                  | João Manzarra                                           |
| 2021 | A Máscara T2                                  | João Manzarra                                           |
| 2021 | A Máscara T3                                  | João Manzarra                                           |
| 2021 | Hell's Kitchen I                              | Ljubomir Stanisic                                       |
| 2022 | Hell's Kitchen II                             | Ljubomir Stanisic                                       |
| 2022 | Ídolos T7                                     | Sara Matos                                              |
| 2022 | Cantor ou Impostor?                           | Cláudia Vieira                                          |
| 2023 | Hell's Kitchen Famosos 1                      | Ljubomir Stanisic                                       |
| 2024 | A Máscara T4                                  | João Manzarra                                           |
| 2024 | Hell's Kitchen Famosos 2                      | Ljubomir Stanisic                                       |
| 2025 | A Máscara T5                                  | João Manzarra                                           |

### Game-shows
| Ano  | Programa                           | Apresentadores |
| ---- | ---------------------------------- | --- |
| 1992 | Responder à Letra                  | José Jorge Duarte |
| 1993 | Labirinto                          | José Jorge Duarte e Teresa Guilherme                                                                                     |
| 1994 | Caça ao Tesouro                    | Henrique Mendes, Rita Blanco e Catarina Furtado                                                                          |
| 1994 | Destino X                          | Teresa Guilherme |
| 1994 | Os Donos do Jogo                   | Jorge Gabriel |
| 1994 | Partir o Côco                      | Rita Blanco e Margarida Reis                                                                                             |
| 1994 | Tudo ou Nada                       | Humberto Bernardo |
| 1995 | Luna Park                          | Júlio César e Cristina Möhler                                                                                            |
| 1995 | Não Se Esqueça da Escova de Dentes | Teresa Guilherme |
| 1995 | Número Um                          | Rogério Samora e Maria João Pinheiro                                                                                     |
| 1995 | Os Conquistadores                  | Humberto Bernardo |
| 1996 | Agora ou Nunca                     | Jorge Gabriel |
| 1996 | Sim ou Não                         | Jorge Gabriel |
| 1997 | A Última Chance                    | — |
| 1998 | Roda dos Milhões                   | Jorge Gabriel e Mila Ferreira / Fátima Lopes                                                                             |
| 1999 | Dá-lhe Gás                         | Jorge Gabriel, Raquel Prates e Catarina Pereira (1999-2000)/ Diogo Morgado, Raquel Strada e Joana Oliveira (2004 - 2006) |
| 2000 | A Febre do Dinheiro                | — |
| 2002 | A Linha da Sorte                   | — |
| 2002 | Mentes Brilhantes                  | — |
| 2005 | Pulsações                          | — |
| 2006 | Pegar ou Largar                    | — |
| 2007 | Quando o Telefone Toca             | Iva Lamarão, Patrícia Henrique e Raquel Henriques                                                                        |
| 2007 | A Ganhar É que a Gente se Entende  | Fernando Rocha e José Figueiras (cede lugar)                                                                             |
| 2008 | A Roda da Sorte                    | Herman José e Vanessa Palma                                                                                              |
| 2008 | Dia em Grande                      | José Figueiras e Marina Santiago                                                                                         |
| 2009 | Ligou, Ganhou                      | — |
| 2009 | Todos Gostam do Verão              | João Manzarra e Carolina Patrocínio                                                                                      |
| 2009 | Todos em Linha                     | Raquel Henriques, Patrícia Henrique e Iva Lamarão                                                                        |
| 2009 | Salve-se Quem Puder                | Marco Horácio e Diana Chaves                                                                                             |
| 2010 | XXS                                | Pedro Miguel Ramos e Carolina Patrocínio                                                                                 |
| 2010 | Alô Alô                            | — |
| 2012 | Ganha num Minuto                   | Marco Horácio |
| 2012 | Ganha num Minuto - Famosos         | Marco Horácio |
| 2013 | Vale Tudo T1                       | João Manzarra |
| 2014 | Vale Tudo T2                       | João Manzarra |
| 2015 | Shark Tank T1                      | — |
| 2016 | Shark Tank T2                      | — |
| 2017 | Agarra a Música                    | Cláudia Vieira e João Paulo Rodrigues                                                                                    |
| 2017 | Vale Tudo T3                       | João Manzarra |
| 2018 | Vamos Jogar!                       | Sara Santos |
| 2019 | Prémio de Sonho                    | Cristina Ferreira |
| 2023 | Salve-se Quem Puder                | Marco Horácio e Diana Chaves                                                                                             |
| 2023 | Vale Tudo T4                       | João Manzarra |
| 2023 | Vale Tudo Especial 1               | João Manzarra |
| 2023 | Vale Tudo Especial 2               | João Manzarra |
| 2024 | Parece Impossível!                 | Inês Aires Pereira e João Manzarra                                                                                       |
| 2024 | Vale Tudo Especial 3               | João Manzarra |
| 2025 | Family Feud - Tudo em Família      | César Mourão |

### Outros
| Ano  | Programa                                            | Apresentadores                                                                     |
| ---- | --------------------------------------------------- | ---------------------------------------------------------------------------------- |
| 1992 | Jornalouco                                          | —                                                                                  |
| 1993 | Cara Chapada                                        | —                                                                                  |
| 1993 | Encontros Imediatos                                 | Maria Vieira                                                                       |
| 1993 | Segredos                                            | Helena Sacadura Cabral                                                             |
| 1994 | Cenas de um Casamento                               | Guilherme Leite                                                                    |
| 1994 | Minas e Armadilhas                                  | Júlio César                                                                        |
| 1994 | Na Cama Com...                                      | Alexandra Lencastre                                                                |
| 1994 | Muita Lôco                                          | José Figueiras                                                                     |
| 1996 | Mundo VIP                                           | Com Filipa Garnel e Paulo Pires                                                    |
| 1997 | Imagens Reais                                       | Artur Albarran                                                                     |
| 1997 | Paródia Nacional                                    | José Figueiras                                                                     |
| 1998 | Ai os Homens                                        | José Figueiras                                                                     |
| 2001 | Catarina.com                                        | Catarina Furtado                                                                   |
| 2002 | Flash                                               | Sílvia Alberto                                                                     |
| 2002 | O Maravilhoso destino de Diácono Remédios           | Herman José                                                                        |
| 2003 | Campeões Nacionais                                  | José Figueiras                                                                     |
| 2003 | Êxtase                                              | Silvia Alberto                                                                     |
| 2004 | K7 Pirata                                           | Nilton                                                                             |
| 2004 | Flagrante Delírio                                   | Nuno Graciano e Nuno Eiró                                                          |
| 2005 | 5 Estrelas                                          | —                                                                                  |
| 2005 | Cartaz Cultural                                     | —                                                                                  |
| 2005 | Juras de Amor                                       | —                                                                                  |
| 2006 | Levanta-te e Ri                                     | Marco Horácio (até 2020 e a partir de 2022) Fernando Rocha (a partir de 2022)      |
| 2006 | Etnias                                              | —                                                                                  |
| 2008 | Não Há Crise!                                       | Nuno Graciano e Vanessa Oliveira                                                   |
| 2008 | E-Especial                                          | Ricardo Pereira e Sofia Cerveira                                                   |
| 2008 | Fama Show                                           | Cláudia Borges, Iva Lamarão, Carolina Patrocínio, Raquel Sampaio e Maria Dominguez |
| 2008 | Circo de Montecarlo                                 | José Figueiras e Sofia Cerveira                                                    |
| 2009 | Zé Carlos                                           | Zé Carlos                                                                          |
| 2009 | Tá a Gravar                                         | Carolina Patrocínio e Pedro Miguel Ramos                                           |
| 2009 | Alta Definição                                      | Daniel Oliveira                                                                    |
| 2009 | Gato Fedorento Esmiúça os Sufrágios                 | —                                                                                  |
| 2010 | O Regresso dos Incríveis - Especial sobre a Seleção | —                                                                                  |
| 2010 | Os Segredos da Magia                                | —                                                                                  |
| 2011 | O Encantador de Cães                                | —                                                                                  |
| 2011 | Cuidado com elas                                    | —                                                                                  |
| 2011 | Gosto Disto                                         | Andreia Rodrigues e César Mourão                                                   |
| 2011 | Minutos Mágicos                                     | Mário Daniel                                                                       |
| 2011 | Totoloto                                            | Liliana Campos                                                                     |
| 2013 | Sábado à Luta                                       | —                                                                                  |
| 2013 | Não Há Crise!                                       | João Ricardo e Rita Andrade                                                        |
| 2014 | Os Vídeos Mais Loucos do Guiness World Records      | João Ricardo e Rita Andrade                                                        |
| 2015 | Os Óscares                                          | —                                                                                  |
| 2015 | Som de Cristal                                      | Bruno Nogueira                                                                     |
| 2016 | Não Há Crise!                                       | Rita Andrade                                                                       |
| 2016 | Smile                                               | Diana Chaves e João Paulo Sousa                                                    |
| 2016 | Frescos à Prova                                     | —                                                                                  |
| 2016 | Regresso ao Mar                                     | —                                                                                  |
| 2017 | Tudo Incluído                                       | Andreia Rodrigues                                                                  |
| 2017 | Não Há Crise!                                       | Diana Chaves e João Paulo Sousa                                                    |
| 2017 | D'Improviso T1                                      | César Mourão                                                                       |
| 2018 | D'Improviso T2                                      | César Mourão                                                                       |
| 2018 | Não Há Crise!                                       | Diana Chaves e João Paulo Sousa                                                    |
| 2018 | Totoloto                                            | Fabiana Cruz                                                                       |
| 2019 | Não Há Crise!                                       | Fernando Rocha                                                                     |
| 2019 | A Árvore dos Desejos T1                             | João Manzarra                                                                      |
| 2019 | Esta Mensagem é Para Ti                             | António Raminhos                                                                   |
| 2019 | À Descoberta Com...                                 | Sandra Duarte Cardoso                                                              |
| 2019 | Eu Quero Arrumar T1                                 | Maria Botelho Moniz                                                                |
| 2020 | A Árvore dos Desejos T2                             | João Manzarra                                                                      |
| 2020 | A Árvore dos Desejos T2: Especiais                  | João Manzarra                                                                      |
| 2020 | Eu Quero Arrumar T2                                 | Ana Marques                                                                        |
| 2020 | Casa Nova, Vida Nova                                | Sofia Cerveira                                                                     |
| 2020 | Advnce                                              | Cristiana Reis                                                                     |
| 2022 | Tabu                                                | Bruno Nogueira                                                                     |

## Informação

### Programas Informativos
1992
- | Primeiro Jornal | Bento Rodrigues, Fernanda de Oliveira Ribeiro e Teresa Dimas (semana) e João Moleira (Sábado e Domingo)
- | Último Jornal | Alberta Marques Fernandes, Fernanda de Oliveira Ribeiro, Paulo Nogueira, Paulo Camacho, Nuno Santos, Teresa Dimas e Alexandra Abreu Loureiro
- | Conta Corrente
- | Jogo da Verdade
- | Placard Electrónico
- | Internacional SIC
- | Praça Pública | Júlia Pinheiro, Nuno Santos, Conceição Lino e Jorge Gabriel

1993
- | Jornal da Noite | Clara de Sousa, Rodrigo Guedes de Carvalho e João Carlos Moleira
- | Terça à Noite
- | Tostões e Milhões
- | Casos de Policia
- | Conversas Curtas

1994
- | Flashback
- | Sete à Sexta

1995
- | A Semana
- | Crossfire
- | Esta Semana
- | Grande Reportagem | Mensal

1997
- | Viva a Liberdade

2002
- | Hora Extra

2003
- | País em Directo

2006
- | Programa da Manhã | com Pedro Mourinho e Vanessa Oliveira

2008
- | Nós por Cá | Conceição Lino
- | Edição da Manhã | Cláudio França, Mónica Martins e Mariana Lourenço

2016
- | E Se Fosse Consigo? | Conceição Lino

2017
- | Vidas Suspensas
- | E Se Fosse Consigo? | Conceição Lino

2019
- | Casos de Policia
- | E Se Fosse Consigo? | Conceição Lino

### Comentário Político Semanal
2011
- | Comentário de Miguel Sousa Tavares no Jornal da Noite | Segundas

2014
- | Comentário de Luís Marques Mendes no Jornal da Noite | Domingos

2018
- | Comentário de Manuela Moura Guedes no Jornal da Noite | Segundas

### Programas Desportivos
1992
- | Os Donos da Bola

1999
- | Jogo Limpo

2004
- | Campeonato Europeu de Futebol de 2004

2006
- | Campeonato do Mundo da FIFA 2006
- | Diário do Mundial

2008
- | Campeonato Europeu de Futebol de 2008

2009
- | Liga Europa da UEFA | UEFA Europa League

2010
- | Campeonato do Mundo da FIFA 2010

2011
- | Taça de Liga

2012
- | Campeonato Europeu de Futebol de 2012

2018
- | Campeonato do Mundo da FIFA 2018

2021
- | Taça da Liga
- | Euro 2020

2024
- |Euro 2024

## Infanto-juvenil
1994
- | Buéréré

1995
- | Templo dos Jogos

1996
- | Portugal Radical
- | Super Buéréré
- | Tinoni & Companhia

1999
- | Dá-lhe Gás
- | Zip Zap

2001
- | SIC a Abrir
- | SIC Altamente
- | Disney Kids

2002
- | Iô-Iô
- | Fun Totil
- | Totil Total

2006
- | SIC Kids

2008
- | Lucy

2009
- | Mar Azul
- | H2O
- | As Surfistas do Outro o Mundo

2012
- | A Casa de Anubis
- | Os Aliados
- | Dance!
- | Os Dragões: O Esquadrão de Berk
- | H2O: A Ilha de Mako
- | Os Protegidos
- | Tower Prep

2015
- | Manhãs de animação:
  - Julius Jr.
  - Masha e o Urso
  - Lassie
  - Angry Birds
  - Angry Birds Stella
  - Daltons
  - Manos Kratts T3 e T4
  - Violetta
  -  | Dragões
  - Little Pet Shop
  - Invizimals
  - H20 Aventuras de Sereias
  - Pac-man e as Aventuras Fantasmagóricas T2
  -  |  Sonic Boom
  - As Novas Aventuras de Peter Pan

2016
- | Manhãs de animação:
  - Os Vingadores: Os Homens mais Poderosos da Terra
  - Águia Vermelha
  - Power Rangers: Dino Super Charge
  - Dragon Ball Super
  - Teletubbies New
  - Os Contos de Masha
  -  | Trucktown
  - Max Atlantos
  - Hulk e os Agentes de S.M.A.S.H.
  - Rainbow Ruby

2017
- | Manhãs de animação:
  - Insectíveis
  - Tobots
  -  | Mako Mermaids T2 e T3
  - Marvel: Os Guardiões da Galáxia
  - Ideias Fora da Caixa
  - Os Contos Assustadores de Masha
  - Rita Conta-Tudo
  - Inspetor Gadget (2015)
  -  | Digimon Fusion
  -  | Click
  - Cook and Sheep
  - As Aventuras de Marin
  -  | Ready Jet Go!
  -  | Eu Sou Um Dinossauro
  -  | Lego Ninjago

## Documentários
|  | Terminado          |
|  | Estreia brevemente |
|  | Em exibição        |

| Ano  | Programa       |
| ---- | -------------- |
| 1995 | O Nosso Mundo  |
| 1995 | Vida Selvagem  |
| 2013 | Mundo Selvagem |
| 2013 | SOS Animal     |

## Especiais SIC

### Eventos e Coberturas SIC
1995
- | Globos de Ouro  | Clara de Sousa

1996
- | Marchas Populares de Lisboa[3]

1997
- | Funeral da Princesa Diana
- | A SIC no País do Natal
- | As Mais Belas Canções de Natal
- | Casamento da Infanta Cristina de Bourbon e Iñaki Urdangarin

1998
- | Marchas Populares de Lisboa[3]

1999
- | Casamento de Eduardo, Conde de Wessex e Sofia Rhys-Jones
- | Marchas Populares de Lisboa[3]

2001
- | Circo de Natal SIC

2002
- | Corrida de Touros SIC
- | Desfile de Pais Natal no Porto

2003
- | Querida Mãe

2004
- | Gala: “Anos 60 Numa Noite de Verão”
- | Cerimónia do Casamento de Felipe de Espanha
- | Especial: "O Terceiro Sexo"
- | Gala do Rock
- | Gala Inimigo Público
- | Gala do Cinema
- | Gala Bolas de Natal

2005
- | Casamento Real de Carlos e Camila de Inglaterra
- | Gala Sangue Latino
- | Natal das Prisões

2008
- | Grande Corrida Caras
- | O Melhor do Mundo
- | Natal de Esperança

2009
- | Amor de Verão
- | Funeral de Michael Jackson

2010
- | Gala Uma Flor Para a Madeira
- | Gala de Natal SIC

2011
- | Querida Júlia - Especial Casamento Real
do príncipe William e Kate Middleton de Inglaterra

2012
- | SEVEN Vila Moura - Festa de Verão 20 Anos SIC

2013
- Olé!
- Festa de Verão SIC/ Caras

2014
- Festa de Verão SIC Caras

2015
- Festa de Verão SIC Caras

2016
- Glow Summer Party - Festa de Verão

SIC
2018
- Casamento Real - Príncipe Harry e Meghan Markle de Inglaterra

2019
- Prémio de Sonho - Especial Nazaré
- Prémio de Sonho - Especial O Programa da Cristina
- Prémio de Sonho - Especial Golpe de Sorte
- Prémio de Sonho - Especial Humor
- Prémio de Sonho - Especial Terra Brava

2020
- | Domingão Especial...

2021
- Portugal Joga na SIC | Ana Patrícia Carvalho e Ricardo Pereira
- | A Gala dos Sonhos  | Fátima Lopes
- Feliz Natal | Andreia Rodrigues, Cláudia Vieira, Lourenço Ortigão e Ricardo Pereira

2022
- Festival da Comida Continente | João Baião, Diana Chaves, João Paulo Sousa, Melânia Gomes, Miguel Costa, Carolina Patrocínio, Jessica Athayde e Carolina Loureiro

2023
- Festival da Comida Continente | Cláudia Borges, Débora Monteiro, Diana Chaves,  João Baião, João Paulo Sousa, Maria Dominguez, Melânia Gomes e Miguel Costa

2024
- Festival da Comida Continente | Cláudia Borges, Débora Monteiro, Diana Chaves,  João Baião, João Paulo Sousa e Melânia Gomes

### Especiais de Passagem de Ano SIC
1992
1993
- | Especial Fim de Ano

1994
- | A Grande Noite

1995
- | Chuva de Estrelas

1996
- | Ainda Faltam Três Anos Para o Ano 2000

1997
- | Ainda Faltam Dois Anos Para o Ano 2000

1998
- | Especial Fim de Ano

1999
- | Gala Milenium

2000
- | Furor - Especial Fim de Ano[4][5][6]

2001
- | 2002 Odisseia na Tenda

2002
- | Não Há Pai - Especial Fim de Ano

2003
- | Boas Entradas - Especial Fim de Ano

2004
- | Herman SIC - Especial Fim de Ano

2005
- | Especial Fim de Ano

2006
- | Vamos Passar o Ano com a Floribella

2007
- | Família Superstar - Final

2008
- | Especial "Gato Fedorento deseja um bom 2010 a você"

2009
- | Ídolos

2010
- | Ídolos

2011
- | Peso Pesado 2

2012
- | Toca a Mexer

2013
- | Factor X - Especial Passagem de Ano

2014
- | Factor X (Final)

2015
- | Peso Pesado Teen

2016
- | Best Bakery - Grande Final

2017
- | Especial Fim de Ano: Volta ao Mundo em 80 Minutos

2018
- | Tony Carreira - 30 anos de canções
- | Casados à Primeira Vista

2019
- | Terra Nossa - Especial Fim do Ano

2020
- | Terra Nossa - Especial Fim do Ano

### Especiais de Aniversário SIC
1993
- | SIC 1 Ano
- | Falas Tu ou Falo Eu - Especial Aniversário
- | Festa de Aniversário na Quinta de Manique

1994
- | Aniversário SIC
- | As Nossas Estrelas

1995
- | Programação especial de Aniversário

1996
- | A Noite da Má Lingua - Especial Aniversário
- | Big Show SIC - Especial Aniversário

1997
- | Mundo VIP - Especial Aniversário
- | Big Show SIC - Especial Aniversário
- | Chuva de Estrelas - Especial Aniversário
- | Gala 5.º Aniversário SIC

1998
- | Big Show SIC - Especial Aniversário SIC

1999
- | SIC 7 Anos

2000
- | SIC 8 Anos

2001
- | Mundo VIP - Especial Aniversário
- | Noite Especial de Aniversário

2002
- | SIC Contra SIC
- | Herman SIC

2003
- | Levanta-te e Ri - Especial SIC 11 Anos

2004
- | Gala do Aniversário dos 12 Anos SIC

2005
- | SIC 10 Horas: Especial 13º Aniversário
- | Gala 13, o Número do Futuro

2006
- | Parada SIC 14 Anos

2007
- | Parada SIC 15 Anos
- | SIC 15 Anos

2008
- | Apanhados na SIC

2009
- | Estamos Juntos!

2010
- | Parabéns a Você

2011
- | Parabéns a Você - SIC 19 Anos

2012
- | SIC 20 Anos
- | 20 Anos - Informação SIC
- | Gala SIC 20 anos

2013
- | SIC em Festa

2014
- | Queridas Manhãs - SIC 22 Anos
- | Grande Tarde (estreia) - SIC 22 Anos

2015
- | Queridas Manhãs - Especial Aniversário SIC 23 anos
- | Grande Tarde - Especial Aniversário SIC 23 anos

2016
- | Queridas Manhãs - Especial Aniversário SIC 24 anos
- | Grande Tarde - Especial Aniversário SIC 24 anos

2017
- | Digressão "SIC de Todos Nós"
- | Tudo Incluído
- | SIC 25 Anos
- | Jornal da Noite - Especial Aniversário
- | SIC 25 Anos - Juntos Sempre

2018
- | Levanta-te e Ri - Especial Aniversário
- | Sextas Mágicas - Especial Aniversário SIC 26 anos

2019
- | Prémio de Sonho - Especial Aniversário SIC 27 anos
- | Olhó Baião - SIC 27 anos

2020
- | Domingão - Especial 28 anos SIC
- | Casa Feliz - SIC 28 anos

2022
- | É Bom Vivermos Juntos | Débora Monteiro, Diana Chaves, João Baião, José Figueiras, Cláudia Vieira e João Paulo Sousa
- | Alô Portugal Especial 30 Anos SIC
- | Casa Feliz Especial 30 Anos SIC
- | Alô Marco Paulo Especial 30 Anos SIC
- | Domingão Especial 30 Anos SIC

## Sistema de classificação
A RTP, a SIC a e TVI utilizam uma sinalização de emissão que foi criada a 20/02/2012, visando proporcionar aos consumidores de televisão um guia de escolha de programação adequada à sua idade e, aos educadores, uma orientação sobre o visionamento de programas. A presente versão do documento está em vigor desde 1 de julho de 2014. 
|  | Nível 1 - TODOS \| Programas destinados a todos os públicos. |  |  | Nível 2 - 10AP \| Programas destinados a espectadores com 10 ou mais anos de idade, sendo recomendável o aconselhamento por parte dos pais em caso de assistência por espectadores com menos de 10 anos de idade. |  |  | Nível 3 - 12AP \| Programas destinados a espectadores com 12 ou mais anos de idade, sendo recomendável o aconselhamento por parte dos pais em caso de assistência por espectadores com menos de 12 anos de idade. |  |  | Nível 4 - 16 \| Programas destinados a espectadores com 16 ou mais anos de idade. O conteúdo destes programas pode revelar-se suscetível de influir de modo negativo na formação da personalidade de crianças e adolescentes. |  |